# Denys Sylant'jev
Denys Olehovyč Sylant'jev (in ucraino Денис Олегович Силантьєв?; Zaporižžja, 3 ottobre 1976) è un ex nuotatore ucraino.
Specializzato nello stile farfalla, ha vinto la medaglia d'argento nei 200 m farfalla alle Olimpiadi di Sydney 2000.

## Palmarès
- Olimpiadi

Sydney 2000: argento nei 200m farfalla.
- Mondiali

Perth 1998: oro nei 200m farfalla.
- Mondiali in vasca corta

Göteborg 1997: argento nei 200m farfalla.
Hong Kong 1999: bronzo nei 200m farfalla.
Atene 2000: bronzo nei 100m farfalla.
- Europei

Vienna 1995: argento nei 100m farfalla.
Siviglia 1997: argento nei 100m farfalla e nei 200m farfalla.
Istanbul 1999: argento nei 200m farfalla e bronzo nei 100m farfalla.
Berlino 2002: argento nei 200m farfalla e bronzo nei 100m farfalla.
Madrid 2004: oro nei 200m farfalla.
- Europei in vasca corta

Sheffield 1998: argento nei 200m farfalla e bronzo nei 100m farfalla.
Lisbona 1999: bronzo nei 100m farfalla e nei 200m farfalla.
Anversa 2001: oro nella 4x50m sl e argento nei 200m farfalla.
Riesa 2002: bronzo nella 4x50m sl.
- Universiadi

Sicilia 1997: oro nei 100m farfalla e nei 200m farfalla.
- Vincitore della Coppa del Mondo di farfalla nel 1996, nel 1997, nel 1998 e nel 1999

## Riconoscimenti
- European Swimmer of the Year: 1998